# Erário militar
O erário militar (em latim: aerarium militare) era o fundo militar do Império Romano destinado às pensões (premia) ou compra de terras para os veteranos do exército imperial. Foi criado em 6 d.C. pelo imperador Augusto (r. 27 a.C.–14 d.C.) enquanto alternativa ao erário público, que a partir de então passou a ser denominado erário de Saturno (areariam saturni) e que eventualmente se tornaria o erário municipal da cidade de Roma.